# Töngüşlü, Serik
Töngüşlü là một xã thuộc huyện Serik, tỉnh Antalya, Thổ Nhĩ Kỳ. Dân số thời điểm năm 2011 là 762 người.